# کانکی
کانکی (به انگلیسی: conky) یک نرم‌افزار آزاد برای نظارت کردن بر روی عملکرد سیستم است. این برنامه در سیستم‌عامل‌های گنو/لینوکس، فری‌بی‌اس‌دی و اپن‌بی‌اس‌دی در دسترس است. کانکی نرم‌افزاری بسیار تنظیم پذیر است و امکانات بسیار زیادی دارد. کانکلی قابلیت نظارت بر روی قسمت‌های مختلف سیستم از جمله وضعیت پردازنده، حافظه اصلی، فضای swap، دیسک‌های ذخیره‌سازی، دمای قسمت‌های مختلف سیستم، فرایندها، کارت‌های شبکه، باتری، پیام‌های سیستم، صندوق ورودی پست الکترونیک، نرم‌افزارهای چندرسانه‌ای گوناگون و ... را به کاربر ارائه می‌دهد. برخلاف بسیاری از نرم‌افزارهای مشابه دیگر که از ابزارهای ویجت سطح بالا برای رندر کردن اطلاعات استفاده می‌کنند، کانکی خروجی خود را مستقیماً بر روی X window رسم می‌کند که این کار باعث می‌شود حجم این برنامه بسیار پایین‌تر باشد و منابع کمتری مصرف کند و انعطاف بالایی داشته باشد.